# جويس رودريغز
جويس رودريغز (بالبرتغالية: Joice Cristina de Souza Rodrigues‏) مواليد 6 سبتمبر 1986 في البرازيل، هي لاعبة كرة سلة برازيلية. يبلغ طولها 5 قدم 6 بوصة (1.7 م). مثلت منتخب بلادها. شاركت في دورة الألعاب الأولمبية الصيفية سنة 2012.

## سجل المنافسة
شاركت في المنافسات التالية:
- الألعاب الأولمبية الصيفية 2012
- الألعاب الأولمبية الصيفية 2016

## روابط خارجية
- جويس رودريغز على موقع الاتحاد الدولي لكرة السلة (الإنجليزية)
- جويس رودريغز على موقع كرة السلة الأوروبية.كوم (الإنجليزية)
- جويس رودريغز على موقع بروبوليرز (الإنجليزية)
- جويس رودريغز على موقع سبورتس رفرنس (الإنجليزية)
- جويس رودريغز على موقع أوليمبيديا (الإنجليزية)
- جويس رودريغز على موقع اللجنة الأولمبية البرازيلية (البرتغالية)